# Zlitene

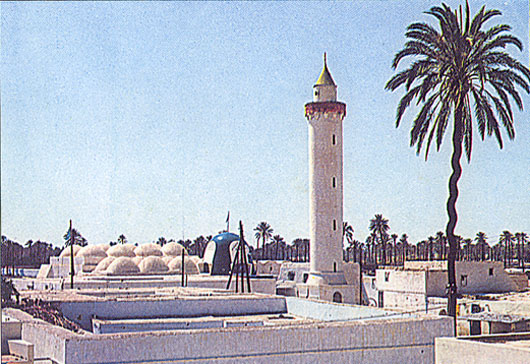
A Zawya de Abd es Salam El Asmar

Zlitene (em árabe:  زليتن , Zlīţan) é uma cidade no distrito de Murgube, na Líbia. Banhada pelo mar Mediterrâneo, situa-se, a oeste do golfo de Sidra e tem cerca de 231 000 habitantes. Foi a capital do antigo Distrito de Zlitene. Zlitene está situada a 160 km a leste de Tripoli, e a 35 km a leste da antiga cidade romana de Léptis Magna. Está a 60 km a oeste de Misurata e a 40 km a leste de Homs. A cidade ocupa 8 km².
Zlitene tem uma das mais antigas universidades islâmicas da Líbia, a al-Jamiaa al-Asmariya (em árabe, جامع الاسمربة i.e. Universidade Islâmica al-Asmariya). 
Em agosto de 2011, durante a Guerra Civil Líbia, foi palco de violentos confrontos.
Em 7 de janeiro de 2016, um atentado suicida com um camião carregado de bombas provocou pelo menos 50 mortos numa academia militar na cidade.